# Noachis
Noachis  è una caratteristica di albedo della superficie di Marte.